# Celleporaria subalba
Celleporaria subalba är en mossdjursart som först beskrevs av Canu och Bassler 1928.  Celleporaria subalba ingår i släktet Celleporaria och familjen Lepraliellidae.
Artens utbredningsområde är Mexikanska golfen. Inga underarter finns listade i Catalogue of Life.